# Omicron Virginis
Ne doit pas être confondu avec o Virginis.
Désignations
Omicron Virginis (ο Vir / ο Virginis) est une étoile géante de la constellation zodiacale de la Vierge. Elle est visible à l’œil nu avec une magnitude apparente de +4.12. Les mesures de parallaxe réalisée par le satellite Hipparcos ont permis d'estimer que sa distance est d’environ ∼ 163 a.l. (∼ 50 pc) du Soleil. Elle se rapproche du système solaire à une vitesse radiale de −29,62 km/s.

## Propriétés
ο Virginis est une étoile géante jaune de type spectral G8 IIIa CN-1Ba1CH1, avec une notation « CN-1Ba1CH1 » qui indique qu'il s'agit d'une étoile à baryum. Typiquement, les étoiles à baryum sont des binaires rapprochées ayant comme compagnon une naine blanche, mais à ce jour aucun compagnon n'a été détecté orbitant ο Virginis. Il a toutefois été suggéré qu'un excès d'émission en Si IV détecté en provenance de l'étoile pourrait être attribué à une compagne naine blanche invisible.
ο Virginis est une étoile géante approximativement dix fois plus grande que le Soleil. Bien qu'elle soit un peu plus froide que notre étoile, elle est en réalité 60 à 132 fois plus lumineuse que le Soleil. Elle est à peu près deux fois plus massive que le Soleil et elle est âgée d'environ un milliard d'années,. Une analyse statistique simplifiée suggère qu'ο Virginis est probablement une étoile de la branche des géantes rouges, ce qui signifie qu'elle fusionne l'hydrogène dans une coquille entourant un cœur d'hélium inerte, mais il y a également une probabilité de 22 % environ qu'elle soit plutôt une étoile de la branche horizontale, fusionnant l'hélium dans son noyau.